# Kartoffeltyskere
Kartoffeltyskere er betegnelsen for en gruppe tyske indvandrere, der kom til Danmark fra Pfalz og Hessen i tiden omkring 1760. Betegnelsen "kartoffeltyskere" er i øvrigt ikke ment som en nedsættende betegnelse, men hentyder til, at de anså kartoffelen for at være den bedste planteart til at opdyrke de store hedeområder. Den danske befolkning betragtede kartoflen som ukrudt, og lærte først senere at værdsætte dens fordele.
I år 2000 var der omkring 8.000 hektar hede i Danmark, men da Frederik 4. kom med sin forordning om "hedernes opbyggelse" i 1723, var der måske en million hektar hede, medregnet hertugdømmerne Slesvig og Holsten. Kartoffeltyskerne havde opdaget, at kartofler giver tre gange større udbytte end korn. Dertil vakte det deres danske naboers interesse, at de også dyrkede hvidkål, rødkål, grønkål, gulerødder, ærter, hør og hirse, der tidligere havde været så godt som ukendte.
I alt kom 965 personer fordelt på 265 familier til Danmark. Heraf forlod en stor del dog landet efter få år. Efter udvisning i 1763 af en del familier, der blev betegnet som "uduelige", valgte andre at forlade Danmark til fordel for Rusland, så kun 59 familier var tilbage. Kartoffeltyskerne havde begrænset succes med at opdyrke den jyske hede, der først for alvor blev gjort til landbrugsjord efter 1864. En del familier holdt dog ud, og deres efterkommere dominerer i dag slægter som Bitsch, Frank, Würtz og Øhlenschlæger.

## Historie
1758 anbefalede den tyske nationaløkonom Johann Heinrich Gottlob von Justi i en rapport at lade heden i Jylland opdyrke. I samme forbindelse anbefalede han at lade opbygge to gårde ved landsbyen Reerstrup i nærheden af kong Frederik 5.'s sommerresidens i Fredensborg. Idéen var, at kongen dermed kunne følge de to kolonisters opdyrkning af heden på tæt hold. Præcis hvornår gårdene blev opført, er lidt usikkert, men det skete på et tidspunkt efter 1758 og før 1760, da den første tyske familie ankom. Den vestligste af de to gårde kaldtes for "Kartoffelgaard", den østlige for "Coloniegaard", men de blev også kaldt for "Kolonigårdene" eller "Tyskergårdene".
De tyske indvandrere blev inviteret af den danske konge for at opdyrke og kolonisere Jyllands hede. De blev lokket med løfter om, at de ville få en gård med jord, husdyr og udstyr, penge, skattefrihed i 20 år og fritagelse fra militærtjeneste. Det kneb dog med at indfri løfterne, hvilket skabte en del utilfredshed blandt kolonisterne.
I 1761 var de fleste kolonister kommet i hus på den jyske hede. Ved den sidste optælling i 1765 var der kun 53 familier tilbage, og de følgende år bød dem et hårdt og brydsomt arbejde med opdyrkningen.

## Kolonierne
88 kolonistfamilier slog sig omkring 1760 ned på Alheden ved Karup i Midtjylland, hvor staten opførte gårde til dem i landsbyerne Grønhøj og Havredal. Marker til gårdene blev delt i ensartede lodder ude på heden. Mellem de to landsbyer blev Frederiks Kirken opført i 1766 ved den nuværende landsby Frederiks. I 1768 var kun 49 familier med 241 personer tilbage i de to byer Frederikshede (nu Havredal) og Frederikshøj (nu Grønhøj). Ved Frederiks Kirke står en mindesten med efternavnene på de familier, der drog til Alheden. Kolonisterne havde foruden kirken også deres egne skoler, og talte tysk indbyrdes. Indtil 1845 underviste de kun deres børn på tysk i skolerne, og præsten prædikede på tysk i Frederiks kirke indtil 1870. Landbrugsproduktionen på den heden voldte også indvandrerne store problemer, dog havde de held med at dyrke kartofler, som de solgte på torvet i Viborg. Derfor hed de aldrig andet end kartoffeltyskere.
På Randbøl Hede syd for Billund anlagdes kolonierne Frederikshåb, Frederiksnåde og Moltkenberg. 86 tyske familier flyttede og tog kampen op med Randbøl Hede, men seks år senere, var der kun 12 familier tilbage. Resten var enten udvist, fordi de ikke egnede sig til landbrugsarbejde, eller var rejst på eget initiativ efter nogle barske år med tørke og kvægsygdomme. Særlig dyrehold var løsningen til at overleve på heden.
Kolonien Frederikshåb havde 38 beboere, og der var 2 vakante halvgårde uden beboere. I kolonien Frederiksnåde i Vorbasse Sogn var samtlige 10 gårde beboede med 20 familier, og i Moltkenberg, samme sogn, var samtlige 13 gårde beboede af 26 familier.
1761 var det ikke muligt at skaffe flere pladser på Alheden med tilliggende heder samt Randbøl Hede. Regeringen besluttede derfor, at de senere tilkomne skulle bosættes i det daværende hertugdømme Slesvig - hvortil en del af Sønderjylland hørte - bl.a. Rens ved St. Jyndevad - men også andre steder omkring den nuværende grænse. I hertugdømmet Slesvig var der i 1765 tildelt pladser til 570 kolonister fordelt på 48 kolonier.
I Hohn Sogn, 10 km vest for Rendsborg blev der 1761/1762 anlagt kolonierne Friedrichsholm, Christiansholm, Friedrichsgraben, Die Königs Berge, Königshügel, Königsbach, Julianenebene, Sophienhamm og Prinzenmoor med i alt ca. 200 udstykninger.
Sydvest for Flensborg opstod der i 1761 flere koloniststeder i omegnen. Betegnelser som "Christianshede", "Hanved Koloni", eller "Kolonistkro" minder endnu om kolonisterne. Det var især indvandrede fra Hessen og Pfalz, som bosatte sig her .
Ny Bjernt (Neuberend), 5 km nord for Slesvig by opstod der 1763 en koloni. I området findes sandstrækninger og større moser og heder, som efterhånden blev opdyrket.
Den 12. oktober 1762 ankom et stort vogntog fra Flensborg til Kravlund kro, sydvest for Tinglev Det var 157 familier bestående af 549 personer af de fra Midttyskland indkaldte kolonister. De var udset til at påbegynde opdyrkningen af hedearealerne i Tønder Amt. Familierne havde været undervejs i meget lang tid, før de ankom til kroen, hvor der ventede hestevogne, som skulle sørge for den videre befordring ud til de enkelte sogne. Tilstrømningen var langt større end behovet. I vinteren 1762-63 var der mange flere kolonister i Rens og Store Jyndevad end dem der senere slog sig ned på egnen. De var indkvarteret hos den lokale befolkning, da deres huse endnu ikke var bygget - end ikke materialerne havde de fået. I marts 1763 blev der foretaget en bedømmelse af kolonisterne. De unyttige og ubrugelige folk, blev stillet i udsigt enten at modtage fri tilbagerejse eller at bosætte sig et andet sted i landet. Mange søgte atter hjem - andre udvandrede til Rusland, hvor de fik bosættelse i den tyske koloni "Sarepta" ved Astrakhan.
Bortlodningen af koloniststederne i Tønder Amt fandt sted den 24. september 1763 på Gerrebæk Kro ved Kravlund. Resultatet af udlodningen blev, at der opførtes et reduceret antal koloniststeder i de forskellige sogne. - Selvom kolonisten havde fæstebrev på stedet, så var det kun et lån og forblev i kronens eje. - Fæstebrevet blev udleveret til dem eller deres efterkommere den dag huset var færdigt, og fra da af var de fritaget for skatter og lignende. I efteråret 1766 blev der foretaget en optælling over hvert koloniststed.
Et eksempel på sådan et sted var en familie med to voksne sønner, som fik tildelt stedet i 1763. I 1766 havde de stadig 2 heste, 1 ko, 3 får (et mere end i 1763). Avlen var 3 3/4 tønder rug, 2 tønder boghvede og 6 tønder kartofler. Dette skulle familien leve af et år - og helst have såsæd og læggekartofler til næste høst.
Af alle de kolonister, der kom til Tønder Amt i 1763, rejste langt de fleste igen, og kun ca. hver femte blev tilbage. De gamle huse er borte, kun et fåtal står endnu i ændret skikkelse. På egnen lever stadig efterkommere af de familier, der hin oktoberdag i 1762 holdt deres indtog i Tønder amt. En kolonist udtrykte det sådan: "Vi var blevet lovet, at vi ville komme til at vade i kløver til knæet; men vi fandt kun lyng, som gik os til bæltestedet."

### Mindestene og museer
På Frederiks kirkegård blev der i 1959 ved 200-årsjubilæet for de første kolonisters ankomst opsat en mindesten med følgende navne på mandlige kartoffeltyske familier, som bosatte sig på Alheden syd for Viborg:
Agricola, Betzer, Bitsch, Bräuner, Bärthel, Cramer, Dickes, Dürr, Frank, Harritz, Herbel-Schmidt, Hermann/Hamann, Herold, Jung, Krath, Kriegbaum, Lajer, Lauth, Marquard, Maul, Morratz, Gantzhorn, Märcher, Philbert, Rost, Schønheider, Wacher, Wendel, Winkler, Würtz.
Ved Frederiks Kirke blev der 1984 i 225-året for kolonisationen opsat skulpturen "Kartoffelpigen" af Ole Herold.
Ved 250-årsfesten i 2009 for kartoffeltyskernes afrejse blev der ved brugsen i Frederiks afsløret en skulptur: Integration til minde om kartoffeltyskernes integrationsproces i samfundet.
Ved kroen i Grønhøj har foreningen Kartoffeltyskerne på Alheden et lille museum, som fortæller om den tyske indvandring. Foreningen har indrettet museet i den sidste originale kartoffeltyskerlade, som foreningen i samarbejde med Viborg og Herning museer samt sponsorer, herunder, Realdania og Jyllandspostens fond samt lokale sponsorer som eks. Grønhøj Kro har taget ned og genopført ved hjælp af frivillig arbejdskraft.
Ved museet har foreningen i 2016 rejst en sten, hvor alle de blivende slægters navne er opført på begge sider af stenen. Mandens slægtsnavn er opført til venstre - kvindens til højre for manden. Den eneste sten, hvor kvinderne ligestilles med de mandlige indvandere.
Ved 200-års festen for slægten Ohlenschlægers bosættelse i kolonien Frederiksnåde på Randbøl Hede, blev der sat en mindesten, rejst af Oehlenschlägerslægten til minde om de katolske indvandrer.
Den 18. maj 2013 blev der opsat en mindesten i landsbyen Jørl (Jörl) sydvest for Flensborg i Sydslesvig til minde om de, der i utilfredshed med forholdene drog videre til Volga.
I Neu Duvenstedt, øst for Rendsborg, er der et lille museum inspireret af kolonisternes forhold i de første år efter ankomsten til Jylland.

### Fredning
Efter fire års sagsbehandlingstid bestemte Fredningsnævnet i 2003, at kolonien Frederiksnåde, et 17 hektar stort område syd for Billund, oprettet som koloni af kong Frederik 5. i 1756, ikke skulle fredes. Her lå de eneste spor i landskabet efter hans forordning om "hedernes opbyggelse", som førte til kolonierne af kartoffeltyskere på Alheden og siden Randbøl Hede. Ingen af de andre steder findes der i dag landskabsspor, men ved Frederiksnåde har man hovedparten af de jord- og stendiger, som indrammede 20 gårdparceller anlagt som en landsby i Pfalz. Ribe Amt gav ejeren, en efterkommer i 7. generation fra en af de tyske familier, tilladelse til at bygge et parcelhus midt i arealet, og derfor blev fredningssagen rejst. Nævnet afslog en fredning, da stedet antages at have kulturhistorisk interesse kun for de familier, der er knyttet til egnen, og de kulturhistoriske værdier dertil menes at være små, fordi kolonien efter nogle år blev overtaget af danske bønder. Museumsinspektør Mogens Hansen fra Grindsted Museum var uenig, da det drejer sig om de eneste rester af den første hedeopdyrkning og et kapitel fra kartoffeldyrkningens historie i Danmark. I dag er Frederiksnåde fredet.